# Gefecht bei Gabel (1757)
Pirna – Lobositz – Prag – Gabel – Kolin – Groß-Jägersdorf – Moys – Roßbach – Breslau – Leuthen – Domstadtl – Olmütz – Neisse – Zorndorf – Hochkirch – Himmelreich – Kay – Kunersdorf – Hoyerswerda – Maxen – Koßdorf – Landeshut – Liegnitz – Oschatz – Berlin – Wittenberg – Torgau – Döbeln – Burkersdorf – Reichenbach – Freiberg
Das Gefecht bei Gabel fand während des Siebenjährigen Kriegs am 14. und 15. Juni 1757 statt.
Die Armee des Prinzen Heinrich kämpfte in Böhmen. Für den Nachschub von Zittau war die Stadt Deutsch Gabel wichtig. Daher waren dort zwei preußische Bataillone stationiert (Nach Seifert: 3 Bataillone und 500 Husaren). 1757 erhielt der General Puttkamer mit zwei Bataillonen den Auftrag von dort Brot zu holen.(nach Seifert: 2 Bataillone von Württemberg, das Bataillon von Kalkreuth, die beiden Grenadier-Bataillone von Billerbeck und Möllendorf sowie ein Eskadron des Husaren-Regiments von Werner)
Bereits auf dem Anmarsch wurde er von den Österreichern unter Macquiere angegriffen. Er beeilte sich daher, in die Stadt zu kommen und schickte einen Boten mit Bitte um Hilfe zum Prinzen Heinrich. Macquiere begann die Stadt zu beschießen und versuchte am 14. Abend gegen 21:00 das Obertor zu stürmen. Die Preußen konnten den Angriff der Grenadiere unter Hauptmann Poniatowski abwehren. 500 Österreicher sollen dabei gefallen sein, der Hauptmann selber wurde schwer verletzt.
Inzwischen wurde der General Macquiere durch den General Ahrenberg verstärkt. Der Ort wurde nun von drei Seiten angegriffen und gegen Abend ging den Preußen die Munition aus. Da auch keine Hilfe zu erwarten war, kapitulierte der General Puttkamer mit 2000 Mann und 7 Kanonen. (Nach Seifert sind die Husaren vorher erfolgreich ausgebrochen, auch berichtet Prinz Heinrich von einem Major und fünf Eskadronen)
Die Österreicher rückten anschließend gegen Zittau vor.